# Andrea Young
Andrea F. Young ist ein US-amerikanischer Festkörperphysiker.
Young studierte an der Columbia University Physik und Mathematik mit dem Bachelor-Abschluss 2006, erhielt dort den Master-Abschluss in Physik 2010 und wurde 2012 bei Philip Kim promoviert (Quantum transport in graphene hetereostructures). Als Post-Doktorand war er am Massachusetts Institute of Technology und am Weizmann-Institut. Er ist seit 2014 Assistant Professor an der University of California, Santa Barbara.
Er untersucht experimentell neuartige elektronische Zustände in Graphen-Heterostrukturen (wie Graphen-Doppelschichten). Darunter sind Phänomene beim FQHE und andere topologische Zustände (Bosonic Symmetry Protected Topological States, BSPT, Fractional Chern Insulators, Berry-Phase) und Anyonen. Dabei entwickelte er in seinem Labor auch spezielle Instrumente wie ein Nano-SQUID-Mikroskop.
2011 erhielt er an der Columbia University den Frances and Charles Townes Award. Für 2018 war er einer der Empfänger des New Horizons in Physics Prize als Ko-Entwickler von van der Waals Heterostrukturen und deren Anwendung in der Entdeckung neuer Phasen im Quanten-Hall-Effekt.

## Schriften (Auswahl)
- mit Philip Kim: Quantum interference and Klein tunnelling in graphene heterojunctions, Nature Physics, Band 5, 2009, S. 222–229, Arxiv
- C. R. Dean u. a.: Boron nitride substrates for high-quality graphene electronics. Nature Nanotechnology, Band 5, 2010, S. 722, Arxiv
- mit P. Kim: Electronic transport in graphene heterostructures, Annual Review of Condensed Matter Physics, Band 2, 2011, S. 101
- mit C. R. Dean u. a.: Multicomponent fractional quantum Hall effect in graphene, Nature Physics, Band 7, 2011, S. 693–696, Arxiv
- mit C. R. Dean: Graphen based heterostructures, Solid State Communic., Band 152, 2012, S. 1275–1282
- mit P. Maher, C.R. Dean, T. Taniguchi, K. Watanabe, K. L. Shepard, J. Hone, P. Kim: Evidence for a spin phase transition at charge neutrality in bilayer graphene, Nature Physics, Band 9, 2013, S. 154–158, Arxiv
- mit B. Hunt u. a.: Massive Dirac fermions and Hofstadter butterfly in a van der Waals heterostructure, Science, Band 340, 2013, S. 1427–1430, Arxiv
- mit Y. Zhang, P. Kim: Experimental manifestation of Berry phase in graphene, in: H. Aoki, M. Dresselhaus (Hrsg.), Physics of Graphene, Springer 2014
- mit B. Hunt u. a.: Tunable symmetry breaking and helical edge transport in a graphene quantum spin Hall state, Nature, Band 505, 2014, S. 528–532, Arxiv
- mit Aviram Uri u. a.: Electrically tunable multi-terminal SQUID-on-tip, Nano Lett., Band 16, 2016, S. 6910–6915, Arxiv (bei Arxiv sind nicht alle Autoren aufgeführt)
- mit Zhen Bi u. a.: Bilayer Graphene as a platform for Bosonic Symmetry Protected Topological States, Phys. Rev. Lett., Band 118, 2017, S. 126801, Arxiv
- mit A. A. Zibrov, C. R. Kometter, T. Taniguchi, K. Watanabe, M. P. Zaletel: Tunable interacting composite fermion phases in a half-filled bilayer-graphene Landau level. Nature, Band 549, 2017, S. 360–364, Arxiv
- mit E. M. Spanton u. a.: Observation of fractional Chern insulators in a van der Waals heterostructure, Arxiv 2017